# John Spencer (politico)
John Spencer (13 maggio 1708 – 19 giugno 1746) è stato un politico britannico e un antenato dei conti Spencer.

## Biografia
Spencer nacque il 13 maggio 1708 ed era il figlio più giovane di Charles Spencer, III conte di Sunderland, che ricoprì la carica di Primo Lord del Tesoro e Lord presidente del Consiglio sotto Giorgio I, e la sua seconda moglie, Lady Anne Churchill, che servì come Lady of the Bedchamber della regina Anna dal 1702 al 1712. In virtù del primo matrimonio di suo padre con Lady Arabella Cavendish, figlia del duca di Newcastle, fu fratellastro di Lady Frances Spencer, moglie del IV conte di Carlisle. Altri fratelli maggiori furono: Robert Spencer, che morì giovane; Robert Spencer, IV conte di Sunderland; Lady Anne Spencer, che sposò il visconte Bateman; Charles Spencer, III duca di Marlborough, che successe alla zia, Henrietta Godolphin, II duchessa di Marlborough. Sua sorella minore, Lady Diana Spencer, sposò il quarto duca di Bedford.
I suoi nonni paterni erano invece Robert Spencer, II conte di Sunderland e Lady Anne Digby, figlia di George Digby, II conte di Bristol. Sua madre era la terza figlia di John Churchill, I duca di Marlborough, e Sarah Churchill, duchessa di Marlborough.
Spencer aveva solo sette anni quando sua madre morì e fu allevato da sua nonna Sarah, duchessa di Marlborough. Fu educato all'Eton College nel 1722 circa e intraprese un Grand Tour attraverso la Francia, la Svizzera e l'Italia tra il 1725 e il 1727. Sua nonna decise per lui una carriera politica.

### Carriera
Nel 1732, Spencer succedette a suo cugino, William Godolphin, Marchese di Blandford, come membro del parlamento (deputato) per Woodstock, la circoscrizione di famiglia, un posto che tenne fino al 1746. Fu coinvolto nella fondazione del Foundling Hospital, insieme a noti personaggi quali Thomas Coram, William Hogarth e altri. Spencer è elencato accanto a questi come uno dei governatori originari della fondazione. 
A metà gennaio 1733, Spencer ereditò le tenute di famiglia di suo padre nel Bedfordshire, nel Northamptonshire (incluso Althorp) e nel Warwickshire e sua nonna, la proprietà della Duchessa di Marlborough, incluso Wimbledon Park. 
Noto libertino, fu amico di Sir Francis Dashwood, il fondatore dello Hellfire Club.

## Matrimonio
Il 14 febbraio 1733 sposò Georgiana Carolina Carteret, terza figlia e coerede del visconte Carteret, in seguito conte Granville.
La coppia ebbe un solo figlio:
- John (19 dicembre 1734 - 31 ottobre 1783), conte di Spencer.

## Morte
Spencer morì nel 1746 e sua moglie si risposò quattro anni più tardi con il 2º conte Cowper. La Tenuta Althorp rimane ai conti, ma la proprietà di Wimbledon è stata successivamente venduta dal 4º Conte nel 1846.

## Ascendenza
|                                          |                   |                                   | Genitori                             |  |  | Nonni |  |  | Bisnonni                             |  |  | Trisnonni                                          |  |
|                                          |                   |                                   |                                      |  |  |       |  |  | Henry Spencer, I conte di Sunderland |  |  | William Spencer, II barone Spencer di Wormleighton |  |
|                                          |                   |                                   |                                      |  |  |       |  |  | Henry Spencer, I conte di Sunderland |  |  | William Spencer, II barone Spencer di Wormleighton |  |
|                                          |                   | Penelope Wriothesley              |                                      |  |  |       |  |  | Henry Spencer, I conte di Sunderland |  |  |                                                    |  |
| Robert Spencer, II conte di Sunderland   |                   |                                   |                                      |  |  |       |  |  | Henry Spencer, I conte di Sunderland |  |  |                                                    |  |
|                                          |                   | Dorothy Sidney                    | Robert Sidney, II conte di Leicester |  |  |       |  |  |                                      |  |  |                                                    |  |
|                                          |                   | Dorothy Sidney                    | Robert Sidney, II conte di Leicester |  |  |       |  |  |                                      |  |  |                                                    |  |
|                                          |                   | Dorothy Sidney                    | Dorothy Percy                        |  |  |       |  |  |                                      |  |  |                                                    |  |
| Charles Spencer, III conte di Sunderland |                   | Dorothy Sidney                    |                                      |  |  |       |  |  |                                      |  |  |                                                    |  |
|                                          |                   | George Digby, II conte di Bristol | John Digby, I conte di Bristol       |  |  |       |  |  |                                      |  |  |                                                    |  |
|                                          |                   | George Digby, II conte di Bristol | John Digby, I conte di Bristol       |  |  |       |  |  |                                      |  |  |                                                    |  |
|                                          |                   | George Digby, II conte di Bristol | Beatrice Walcott                     |  |  |       |  |  |                                      |  |  |                                                    |  |
| Anne Digby                               |                   | George Digby, II conte di Bristol |                                      |  |  |       |  |  |                                      |  |  |                                                    |  |
|                                          |                   | Anne Russell                      | Francis Russell, IV conte di Bedford |  |  |       |  |  |                                      |  |  |                                                    |  |
|                                          |                   | Anne Russell                      | Francis Russell, IV conte di Bedford |  |  |       |  |  |                                      |  |  |                                                    |  |
|                                          |                   | Anne Russell                      | Catherine Brydges                    |  |  |       |  |  |                                      |  |  |                                                    |  |
| John Spencer                             |                   | Anne Russell                      |                                      |  |  |       |  |  |                                      |  |  |                                                    |  |
|                                          | Winston Churchill | John Churchill                    |                                      |  |  |       |  |  |                                      |  |  |                                                    |  |
|                                          | Winston Churchill | John Churchill                    |                                      |  |  |       |  |  |                                      |  |  |                                                    |  |
|                                          | Winston Churchill | Sarah Winston                     |                                      |  |  |       |  |  |                                      |  |  |                                                    |  |
| John Churchill, I duca di Marlborough    | Winston Churchill |                                   |                                      |  |  |       |  |  |                                      |  |  |                                                    |  |
|                                          |                   | Elizabeth Drake                   | John Drake, I baronetto              |  |  |       |  |  |                                      |  |  |                                                    |  |
|                                          |                   | Elizabeth Drake                   | John Drake, I baronetto              |  |  |       |  |  |                                      |  |  |                                                    |  |
|                                          |                   | Elizabeth Drake                   | Eleanor Boteler                      |  |  |       |  |  |                                      |  |  |                                                    |  |
| Anne Churchill                           |                   | Elizabeth Drake                   |                                      |  |  |       |  |  |                                      |  |  |                                                    |  |
|                                          |                   | Richard Jennings                  | John Jennings                        |  |  |       |  |  |                                      |  |  |                                                    |  |
|                                          |                   | Richard Jennings                  | John Jennings                        |  |  |       |  |  |                                      |  |  |                                                    |  |
|                                          |                   | Richard Jennings                  | Alice Spencer                        |  |  |       |  |  |                                      |  |  |                                                    |  |
| Sarah Jennings                           |                   | Richard Jennings                  |                                      |  |  |       |  |  |                                      |  |  |                                                    |  |
|                                          |                   | Frances Thornhurst                | Gifford Thornhurst                   |  |  |       |  |  |                                      |  |  |                                                    |  |
|                                          |                   | Frances Thornhurst                | Gifford Thornhurst                   |  |  |       |  |  |                                      |  |  |                                                    |  |
|                                          |                   | Frances Thornhurst                | Susanna Temple                       |  |  |       |  |  |                                      |  |  |                                                    |  |
|                                          |                   | Frances Thornhurst                |                                      |  |  |       |  |  |                                      |  |  |                                                    |  |